# Largo di Torre Argentina
Largo di Torre Argentina är en piazza i centrala Rom. På piazzan finns en arkeologisk utgrävningsplats med lämningar från fyra tempel från den romerska republikens tid.
Piazzan har fått sitt namn efter det så kallade Torre Argentina, uppkallat efter Argentoratum, det latinska namnet för Strasbourg. Vid detta torn lät den påvlige pronotarien och ceremonimästaren Johannes Burckard år 1503 vid Via del Sudario uppföra sitt palats. Tornet är numera inkorporerat i byggnaden.
Tornet vid piazzans sydöstra hörn, Torre del Papito, uppfördes under medeltiden. Ursprunget till tornets namn är oklart, men det anses syfta på motpåven Anacletus II (1130–1138).
År 1909 beslutade Roms myndigheter att inleda friläggningen av Largo di Torre Argentina, vilket senare bland annat innebar rivningen av kyrkan San Nicola dei Cesarini. I samband med rivningsarbetena påträffades huvudet och armarna tillhörande en kolossalstaty i marmor. Vid de arkeologiska utgrävningarna fann man en så kallad helig plats – area sacra – vilken kunde dateras till republikens tid. Man upptäckte fyra tempel och en del av Pompejus teater. De fyra templen kom initialt att benämnas A, B, C och D.
På torgets västra sida finns ruinerna av en stor plattform av kalktuff som tros vara en del av Pompejus curia. Det var i denna byggnad Julius Caesar mördades av Brutus och Cassius och deras sammansvurna den 15 mars år 44 f.Kr.

## De fyra romerska templen
De fyra templen frilades mellan 1926 och 1929. Ytterligare utgrävningsarbeten företogs under 1930-talet under ledning av konsthistorikern och arkitekten Antonio Muñoz.
Tempel A – Juturnas tempel
Detta tempel byggdes av fältherren och statsmannen Gaius Lutatius Catulus efter hans seger mot Karthago år 241 f.Kr. och invigdes åt Juturna. Det skadades i en eldsvåda år 80 e.Kr. och restaurerades. På 1100-talet byggdes templet om till kyrkan San Nicola dei Cesarini; ruiner efter absider finns fortfarande kvar. Till höger om templet finns lämningar av Hecatostylon.
Tempel B – Fortunas tempel
Fältherren Quintus Lutatius Catulus lät uppföra detta tempel efter slaget vid Vercellae år 101 f.Kr. Detta tempel, invigt åt Fortuna, var runt, en monopteros, med sex kvarvarande kolonner. Ursprungligen hade templet arton fristående korintiska kolonner. Vid utgrävningarna fann man ett kolossalhuvud, vilket tillhört en staty föreställande gudinnan Fortuna; detta bevaras numera i Palazzo dei Conservatori. Plinius berättar att det vid eller i templet stod flera grekiska statyer.
Tempel C – Feronias tempel
Detta tempel, vilket är det äldsta av de fyra, härstammar från början av 200-talet f.Kr. och var invigt åt Feronia, en italisk jordgudinna av sabinskt ursprung. Templet, som var en peripteros, hade ett podium i tuff samt mosaikgolv. Ett altare sattes upp i templet av censorn Aulus Postumius Albinus Luscus år 174 f.Kr.
Templets altare, uppfört i tuff från Anio-regionen och Grotta Oscura, har följande inskription:

Tempel D – Lares Permarinis tempel
Det största templet av de fyra är delvis dolt under Via Florida. Det var invigt åt Lares Permarini, sjömännens skyddsandar. Templet, som var uppfört i travertin, är daterat till början av 100-talet f.Kr. Amiralen Lucius Aemilius Regillus avlade i samband med sjöslaget vid Myonnesos år 190 f.Kr. ett löfte om att uppföra templet och det invigdes den 22 december år 179 f.Kr. av censorn Marcus Aemilius Lepidus.

## Bilder
| - Tempel A – Juturnas tempel. - Ruiner efter absider vilka hörde till kyrkan San Nicola dei Cesarini. - Fragment av fresker i en av absiderna. - Tempel B – Fortunas tempel. - Fortuna-statyns kolossalhuvud påträffades år 1928. - Tempel C – Feronias tempel. - Tempel C – närbild. - Tempel D – Lares Permarinis tempel. - Torre del Papito. |